# Mesene epaphus
Espèce
Mesene epaphus est une espèce d'insectes lépidoptères (papillons) appartenant à la famille  des Riodinidae et au genre Mesene.

## Taxonomie
Mesene epaphus a été décrit par Caspar Stoll en 1790 sous le nom de Papilio epaphus.

### Sous-espèces
- Mesene epaphus epaphus ; présent en Guyane, au Surinam et au Brésil.
- Mesene epaphus pyrrha ; Bates, 1868 ; présent au Brésil.
- Mesene epaphus sertata ; Stichel, 1910 ; présent au Brésil.

### Nom vernaculaire
Mesene epaphus se nomme Red Demon en anglais

## Description
Mesene epaphus est de couleur rouge orangé. Mesene epaphus epaphus est finement bordé de noir et sur son revers aux antérieures l'apex est noir. Mesene epaphus pyrrha présente aux antérieures un apex largement noir marqué de deux taches blanches alors que les ailes postérieures sont rouge orangé avec uniquement trois petites taches noires marginales.

## Écologie et distribution
Mesene epaphus est présent en Guyane, en Guyana et au Surinam au Brésil.

### Biotope
Il réside dans la forêt tropicale.